# Vincent de Paul
Pour les articles homonymes, voir Vincent, Monsieur Vincent, Saint Vincent, Saint-Vincent-de-Paul et Apôtre de la Charité.
Vincent de Paul ou Vincent Depaul,, né le 24 avril 1581,, au village de Saint-Vincent-de-Paul (Landes) près de Dax et mort le 27 septembre 1660 à Paris, est un prêtre et une figure du renouveau spirituel, apostolique du catholicisme français du XVIIe siècle. Fondateur de congrégations, il œuvra tout au long de sa vie pour soulager la misère matérielle et morale. Il a été canonisé en 1737 et reconnu comme « patron de toutes les œuvres charitables » en 1885 ; nombre de lieux de cultes, établissements hospitaliers ou scolaires portent son nom.

## Biographie

### Sa naissance
Vincent de Paul est né le 24 avril 1581 (en pleines guerres de Religion), à la ferme de Ranquines près du village du Pouy (rebaptisé « Saint-Vincent-de-Paul » en son honneur en 1828), situé à environ cinq kilomètres de la ville de Dax dans le département des Landes, dans le sud-ouest de la France.

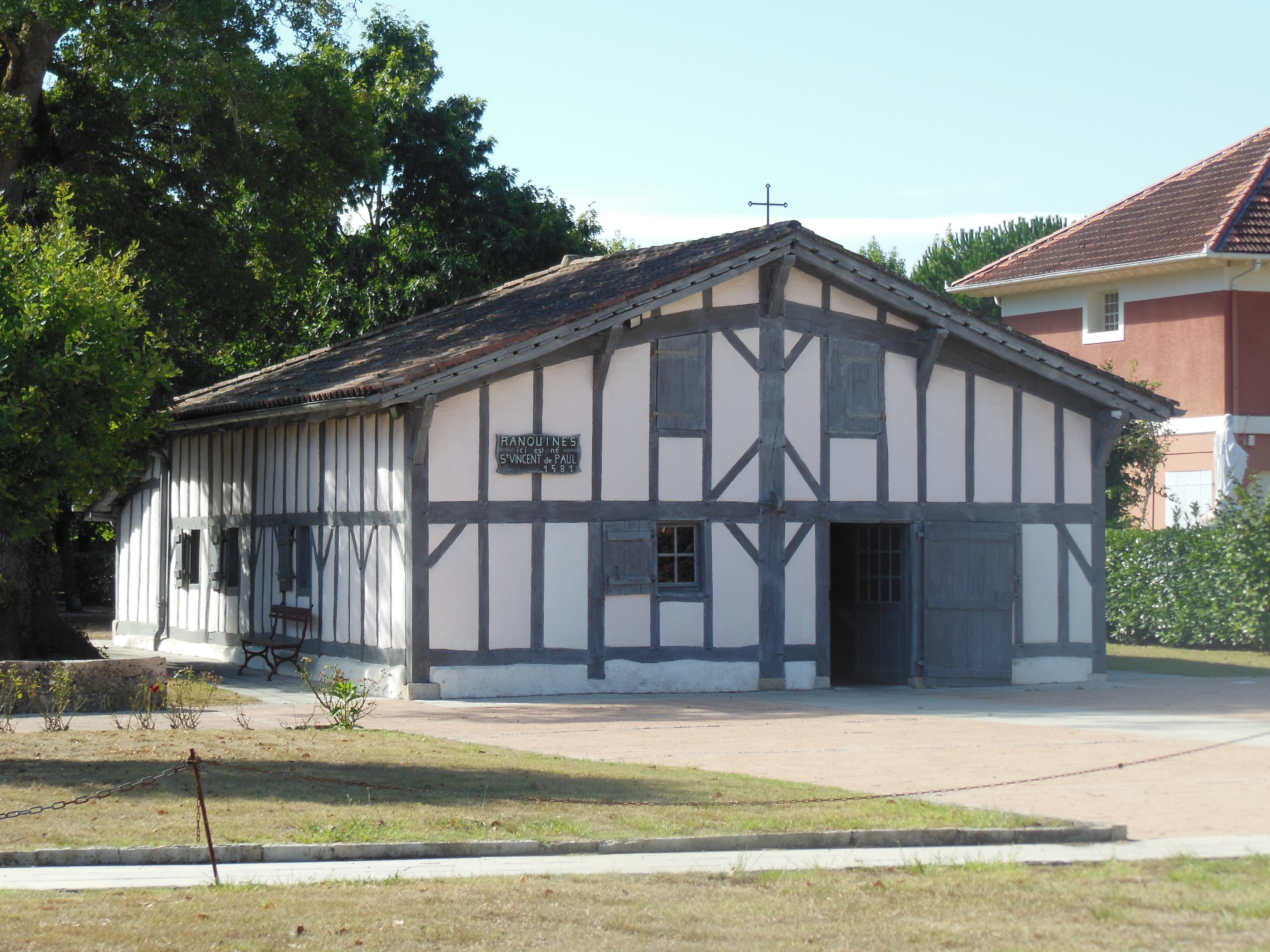
Ranquines, maison natale de Vincent de Paul.

Le lieu de sa naissance, connu aujourd'hui sous le nom de « Berceau de saint Vincent de Paul », propose un modeste bâtiment de briques et de poutres de bois d'allure maison landaise, très proche de la maison où Vincent serait né en avril 1581. Il n'existe aucun enregistrement de sa naissance, les registres de catholicité aussi anciens ayant de nombreuses lacunes en raison des destructions volontaires durant les guerres de Religion.
Dans sa biographie le père José-Maria Roman ne doute pas de l'origine landaise et française de Vincent de Paul, le saint parlant lui-même de son origine gasconne. Un autre lazariste le père Bernard Koch, après des recherches dans les différentes archives françaises, s'est rendu compte que le nom des Depaul ou Paul était courant dans toute la moitié sud, dans le pays de langue d'Oc. Les différents biographes (Abelly, Collet, Maynard, etc.) parlent d'un parent de Vincent de Paul qui était prieur de Poymartet pas très loin de la basilique Notre-Dame de Buglose (sanctuaire marial landais fondé en 1620 sur la commune actuelle de Saint Vincent de Paul). D'après un document de 1577, Étienne Depaul était en possession d'un prieuré sur le chemin de Saint-Jacques, au sud de la commune de Gourbera, relais Jacquaire en fort mauvais état à cause des guerres de religion. Mais cette parenté a été récemment contestée.

### Une enfance pieuse et laborieuse
Il est le troisième d’une fratrie qui comprend quatre garçons et deux filles. Vincent aime se présenter comme un « misérable porcher », fils d'un « pauvre laboureur ». En réalité, son père Jean de Paul est un exploitant agricole (agriculteur et éleveur) appartenant à une vieille lignée de « capcazaliers », paysans propriétaires de leurs terres, certes roturiers, mais que certaines franchises fiscales apparentaient à la noblesse. Sa mère, Bertrande de Moras, appartient à une famille d'une lignée bourgeoise, peut-être de la petite noblesse locale.
Si Vincent est amené très tôt à apporter son aide à ses parents qui peinent à nourrir une famille nombreuse et passe ses premières années comme berger à garder des moutons, des vaches et des cochons, il quitte toutefois son foyer familial pour Dax où son père l’inscrit au collège des Cordeliers, tenu par les franciscains. Son père espère ainsi le préparer à obtenir quelques « bons bénéfices » grâce auxquels il pourra compléter les revenus familiaux.
Vincent y reste trois ans pendant lesquels il suit avec succès des cours de grammaire et apprend le latin. Il est pour ses camarades un exemple de travail acharné, si bien qu’au bout de peu de temps, Monsieur Comet (juge de Pouy et avocat au présidial de Dax), un ami de famille, lui demande de devenir le précepteur de ses fils. À quinze ans, le 20 décembre 1596, il reçoit dans l'église collégiale de Bidache, des mains de l'évêque de Tarbes Salvat d'Iharse, la tonsure et les ordres mineurs.

### La prêtrise

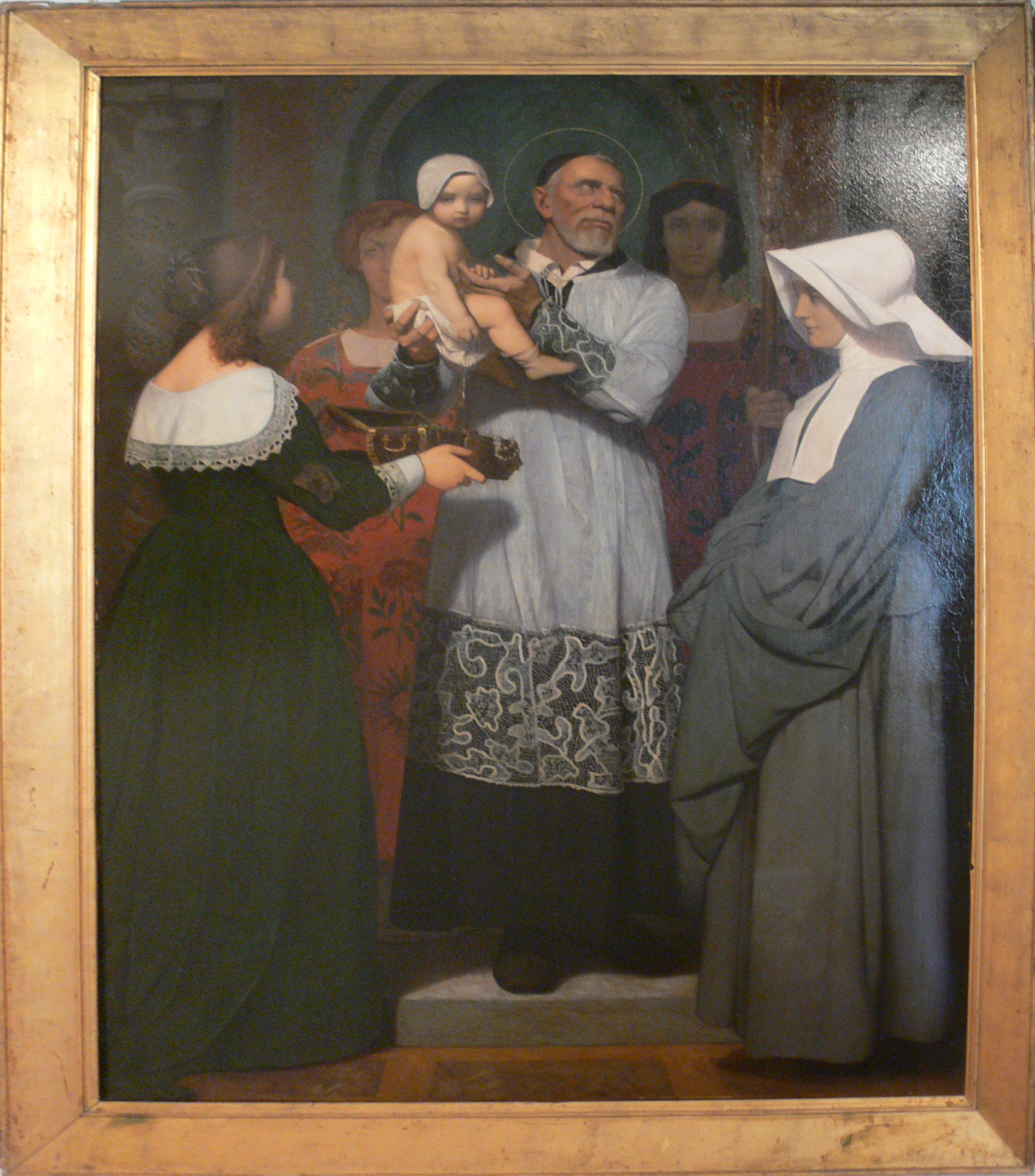
Saint Vincent de Paul par Jean-Léon Gérôme (tableau exposé au musée Jean-Léon Gérôme de Vesoul).

En 1597, il rejoint l'université de Toulouse où il étudie la théologie pendant sept ans.
En 1598, il reçoit le sous-diaconat puis, deux mois plus tard, le diaconat en la cathédrale Notre-Dame de la Sède à Tarbes, en Bigorre (aujourd'hui, département des Hautes-Pyrénées), par l'évêque de cette ville dans laquelle il séjourne quelque temps. Le 23 septembre 1600, il est ordonné prêtre à Château-l'Évêque (Dordogne) par l'évêque de Périgueux François de Bourdeilles dans la chapelle du château épiscopal. Il est nommé par le vicaire général de Dax curé de la paroisse de Tilh mais ne semble pas s'y être rendu, étant au début plus en quête des avantages de cette condition sacerdotale que de son exercice.
Il continue ses études et obtient, le 12 octobre 1604 le diplôme de bachelier en théologie.

### L'expérience de la captivité
Enseignant à l'université de Toulouse en prévision d'un doctorat, il est, selon ses dires, capturé en 1605 au large d'Aigues Mortes, par des Barbaresques sur la voie du retour d'un voyage pour Marseille où il se rend pour recueillir un modeste héritage. Il aurait été vendu à plusieurs maîtres successifs (notamment à un alchimiste pour lequel il marquera un intérêt profond) pendant deux ans d'esclavage en Afrique du Nord. Il aurait convaincu son dernier maître, un renégat originaire de Nice « vivant à la musulmane », de se repentir et de se sauver avec lui de Tunis. Il l'aurait emmené avec ses trois femmes à Rome, pour qu'ils se fassent pardonner par le pape. Cet épisode compte parmi la légende de Vincent de Paul dans le cadre des dossiers et témoignages apportés à Rome dans le cadre de sa béatification et de sa canonisation. Louis Abelly, son premier biographe en 1664 en fait l'éloge mais l'authenticité de cet événement, pour célèbre qu'il soit, est débattue par les historiens,,.

### Aumônier, curé, confesseur

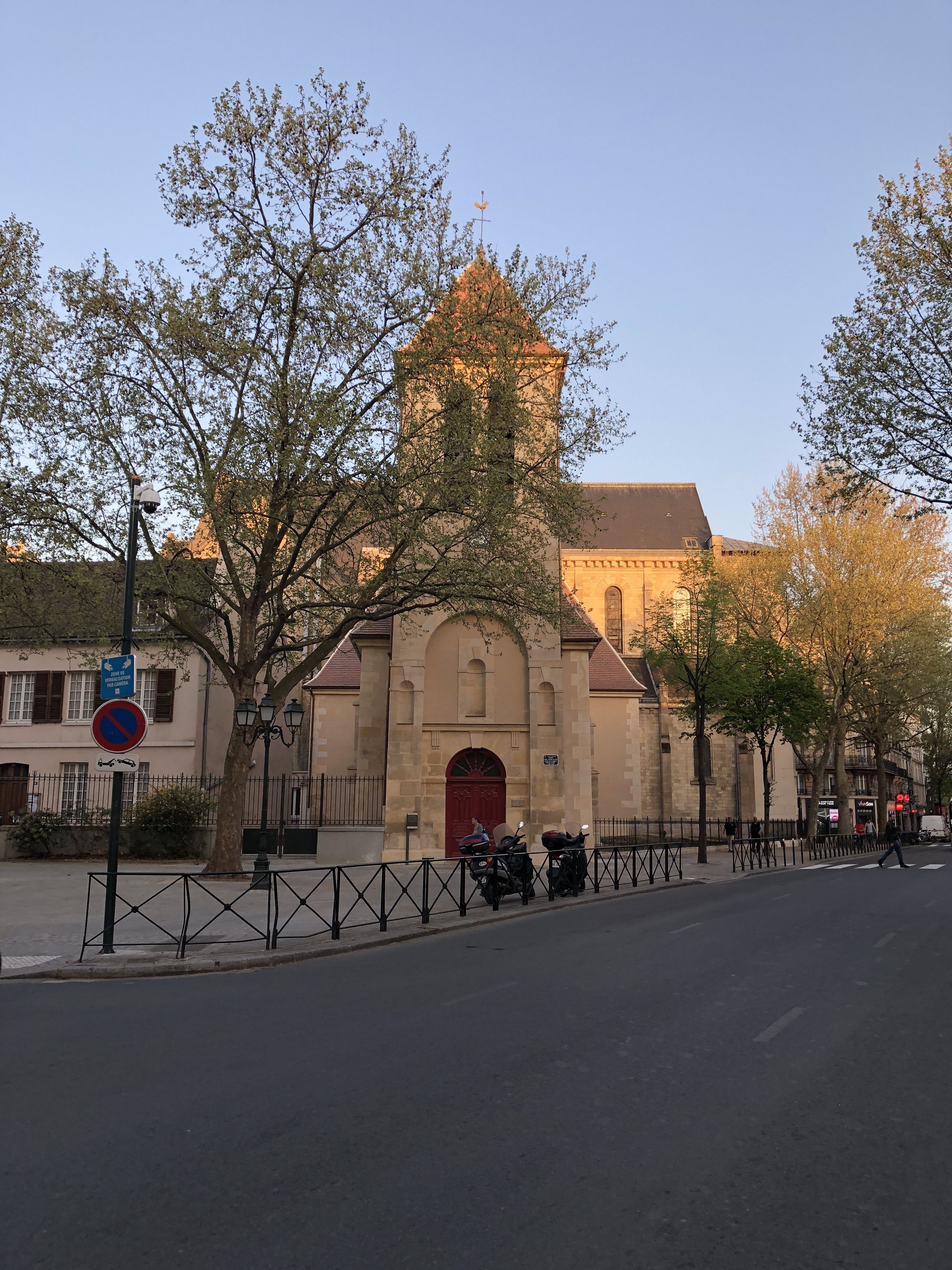
L'église Saint-Médard à Clichy.

Grâce aux recommandations du Saint-Siège, il devient en 1610 aumônier de l'ancienne reine de France Marguerite de France, qui, depuis son vaste hôtel particulier parisien consacre alors un tiers de ses revenus à des œuvres de charité, notamment à la Confrérie des frères de Saint-Jean-de-Dieu connus sous le nom de « Frères de la Charité ». Il s'en inspirera pour créer les « Filles de la Charité ».

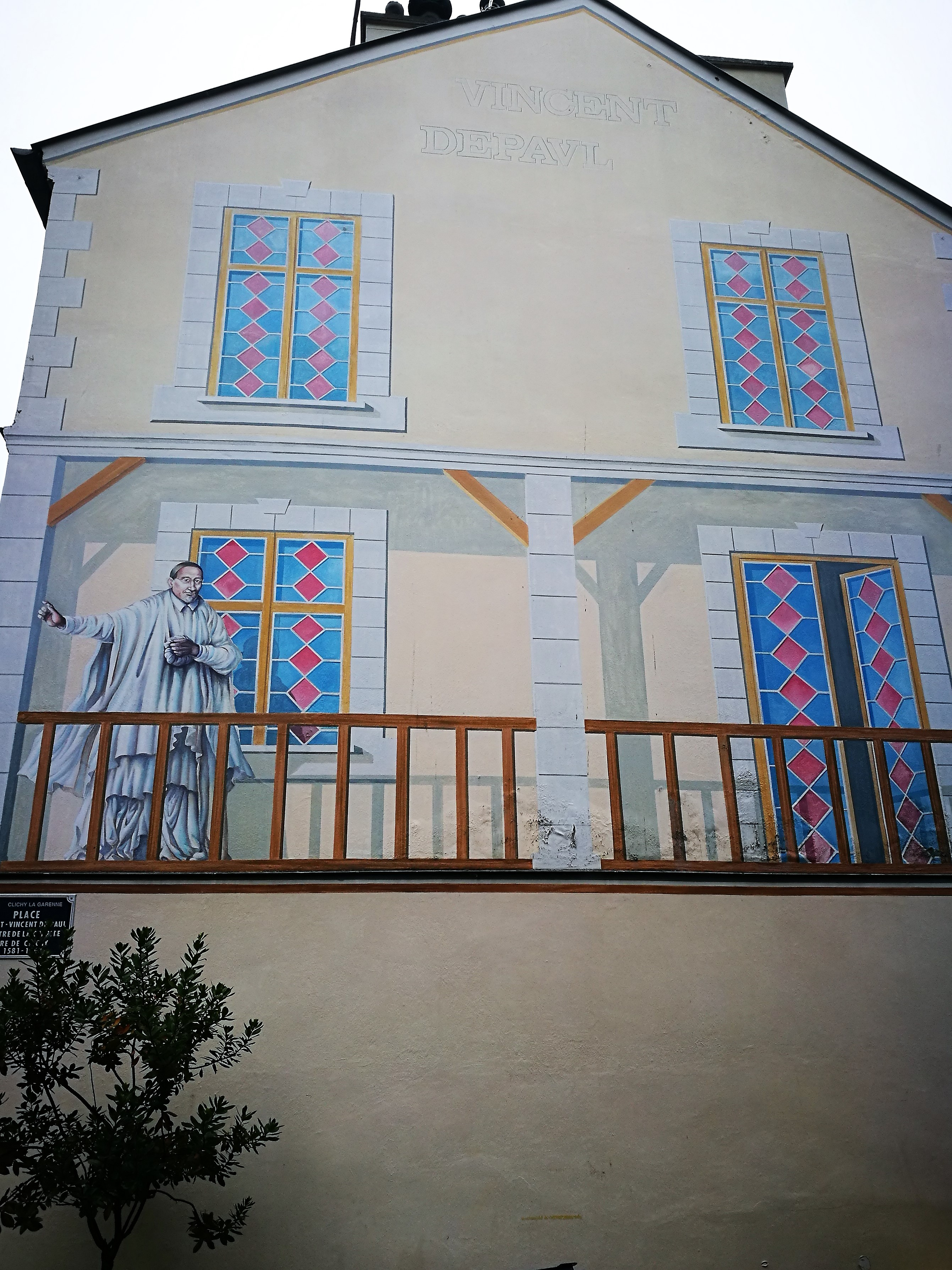
Fresque représentant saint Vincent de Paul à Clichy.

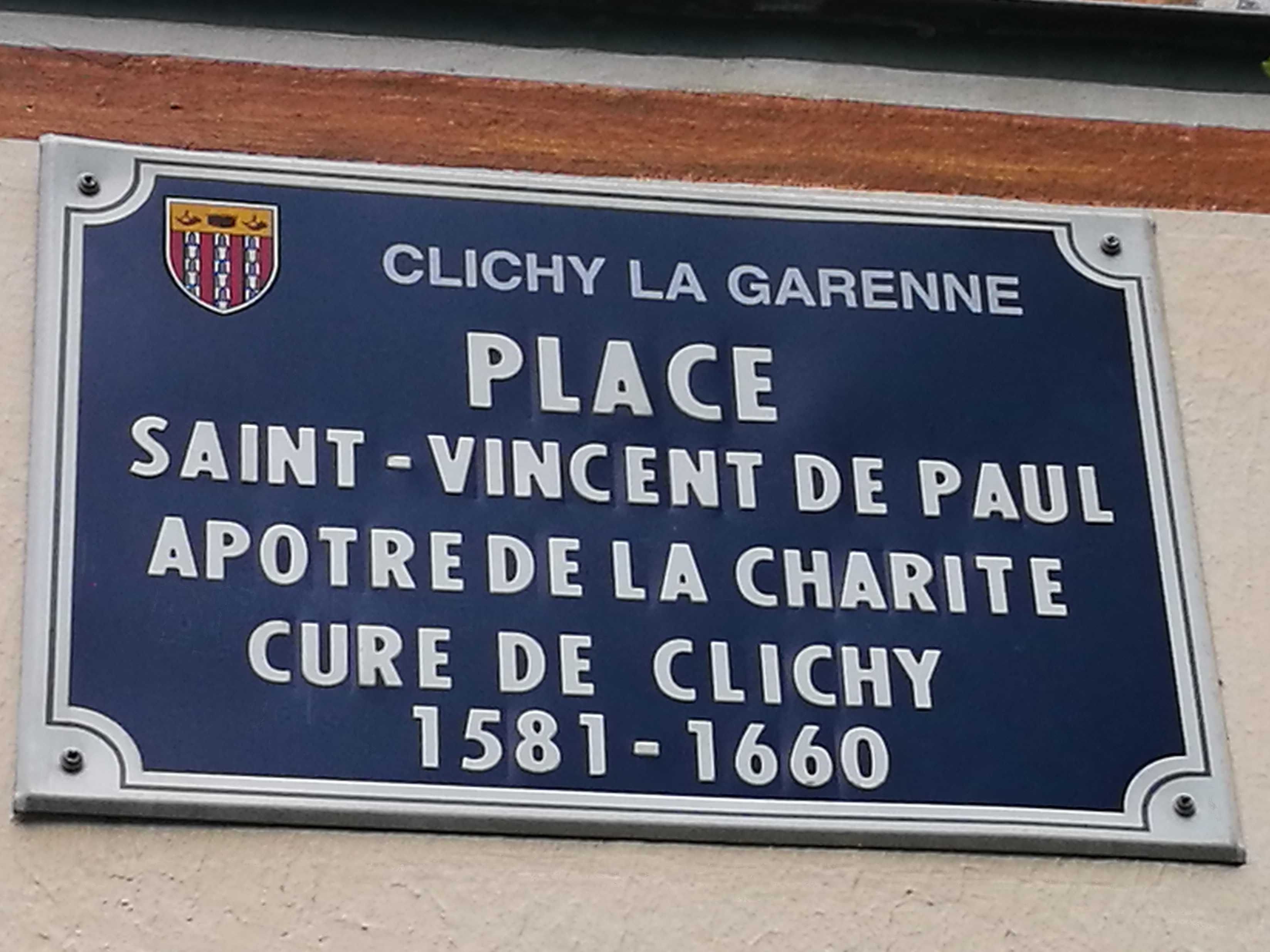
Place Saint-Vincent-de-Paul à Clichy, curé de Clichy.

En 1612, il remplace à Clichy le curé François Bourgoing qui souhaite rentrer à l'Oratoire. Âgé de 31 ans, il devient donc le curé de Saint-Sauveur-Saint-Médard à Clichy (aujourd'hui dans les Hauts-de-Seine), où il fait ses débuts en pastorale paroissiale.
Il reconstruit l'église qui tombe en ruine avec les deniers du culte, des paroissiens et des notables de 1622 à 1630. Cette église existe toujours. Le futur cardinal de Bérulle, représentant majeur de l'École française de spiritualité qui est devenu le directeur spirituel de Vincent depuis 1609, le fait nommer curé. Il prend possession de la cure le 2 mai 1612. C'est dans cette période parisienne que Vincent, par l'intermédiaire de Bérulle, rencontre Jean Duvergier de Hauranne, abbé de Saint-Cyran.
Grâce à Bérulle, Vincent de Paul entre en 1613 comme précepteur, dans la maison de Philippe-Emmanuel de Gondi, général des galères de France. Pendant son séjour dans la maison de Gondi, où il doit « faire sa résidence continuelle et actuelle », il peut aussi retourner aisément dans sa paroisse, surtout lorsque les Gondi séjournent à Paris dans leur hôtel de la rue Pavée Saint-Sauveur.
Il devient confesseur de Madame de Gondi, qui l'emmène en Picardie pour ses œuvres de charité, où il découvre la misère des paysans. On le trouve également dans la Marne en 1613, à Montmirail, toujours comme précepteur au sein de la famille de Gondy (sic) . Vincent de Paul traverse à cette époque une grave crise spirituelle et morale et vit dans le désenchantement. En janvier 1617, il est appelé auprès d’un vieillard mourant dans le village de Gannes, qui lui fait une confession publique et générale.
Le lendemain, 25 janvier, à la demande de Madame de Gondi, il lance un appel à la confession au cours d'un sermon mémorable dans l'Église Saint-Jacques-le-Majeur-et-Saint-Jean-Baptiste de Folleville. La réponse massive des villageois à cet appel lui fait brusquement prendre conscience de l'importance de sa mission. Les lazaristes font d'ailleurs du sermon du mercredi 25 janvier 1617 l’origine de la fondation de leur Congrégation de la mission en 1625 (ils en célèbrent l'anniversaire, et réparent en sa mémoire la chaire de l’église Saint-Jacques-le-Majeur-et-Saint-Jean-Baptiste de la commune de Folleville en 1868,).

### Le fondateur de congrégations et l'aumônier des galères
Saint Vincent s'engage alors dans la fondation de congrégations, d'œuvres et de mission.
Affecté comme curé de campagne, dans la paroisse de Châtillon-sur-Chalaronne, en Dombes, au nord de Lyon, il y fonde le 12 décembre 1617, avec les dames aisées de la ville, les Dames de la Charité (Confrérie des Servantes et des Gardes des pauvres ou Charité de Châtillon) pour venir en aide aux pauvres.
Accompagnant Philippe-Emmanuel de Gondi dans ses visites des prisons détenant les criminels condamnés aux galères, il prend les galériens en pitié et est nommé par le roi le 8 février 1619 aumônier général des galères.
Grâce au soutien financier de madame de Gondi, Vincent de Paul fonde, en 1625 la Congrégation de la Mission. Vouée à l'évangélisation des pauvres des campagnes, la congrégation prendra le nom de Lazaristes (car demeurant dans le quartier Saint-Lazare de Paris, l'enclos Saint-Lazare). Vincent de Paul, qui forme de nombreux prêtres, crée un séminaire de la Mission. Les premiers lazaristes sont envoyés à Alger en 1646, puis à Madagascar en 1648 et en Pologne en 1651.

Le 29 novembre 1633, il fonde les Gardes des Pauvres sous la responsabilité de Louise de Marillac (1591-1660) avec Marguerite Naseau. Elles prennent ensuite le nom de « Compagnie des Filles de la Charité de Saint-Vincent de Paul ». Elles sont vouées au service des malades et au service corporel et spirituel des pauvres ; il en confie la formation à la veuve Le Gras et leur nombre se multiplie rapidement. L'ordre des Filles de la Charité installe sa maison mère à Clichy que Vincent a quitté en 1627. La ville reste sa maison mère du début du XVIIe siècle et jusqu'aux années 1970.

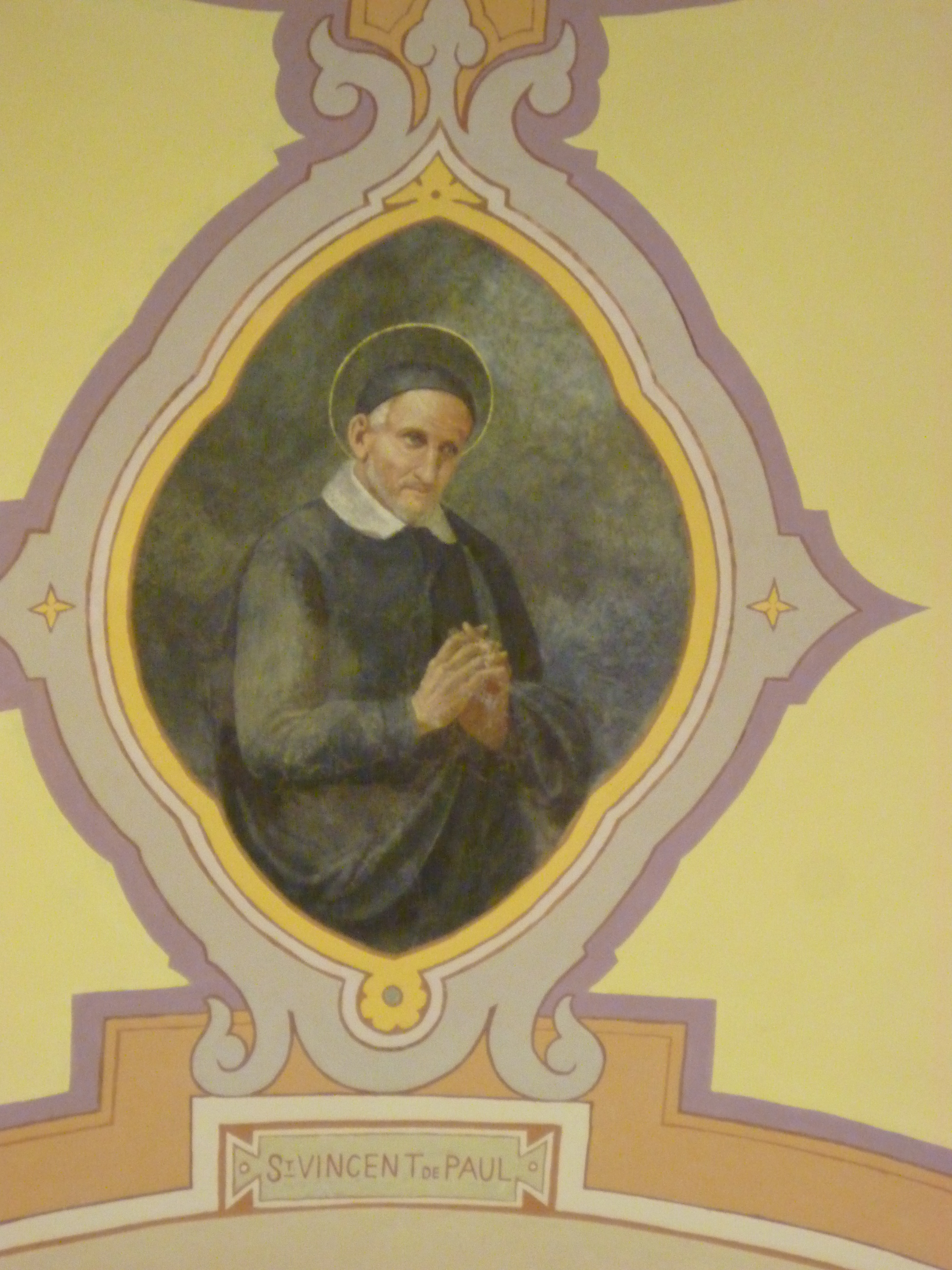
Fresque de Saint Vincent de Paul dans la salle de conférences de la bibliothèque régionale d'Aoste.

En 1635, il envoie des secours aux populations du Duché de Lorraine et de Bar, ravagé par les troupes françaises et suédoises.
En 1637, il soutient Marie Madeleine de La Peltrie, une jeune veuve du Perche qui veut partir en mission, alors que sa famille veut la remarier par intérêt.
En 1638, débute l'œuvre des "Enfants-Trouvés". En 1648, il convoque une assemblée de dames charitables et, prenant la parole, il rappelle que l'œuvre avait déjà sauvé six cents enfants, mais que les ressources manquaient pour poursuivre l’œuvre entreprise. Ses paroles furent pathétiques et convaincantes, puisque, le jour même, l'Hôpital des Enfants-Trouvés de Paris reçut les capitaux nécessaires, pour poursuivre sa tâche.
En 1651, Vincent organise également des collectes à Paris pour porter secours aux victimes de la guerre en Picardie, Champagne et Île-de-France. Bien que membre de la compagnie du Saint-Sacrement, il prêche pour la modération à l'égard des protestants.
En 1652, avec Marie Lumague, fondation de Union-Chrétienne de Saint-Chaumond ; cet institut est, dès l’origine destiné à l’éducation des enfants et des jeunes filles.
En 1653, il fonde l'hospice du Saint-Nom-de-Jésus, à Paris, à l'est de l'enclos Saint-Lazare.
Vincent de Paul institue également des retraites spirituelles, au cours desquelles se retrouvent des gens de toutes conditions, le pauvre et le riche, le laquais et le seigneur priaient ensemble et prenaient leurs repas au même réfectoire.

### Proche du pouvoir

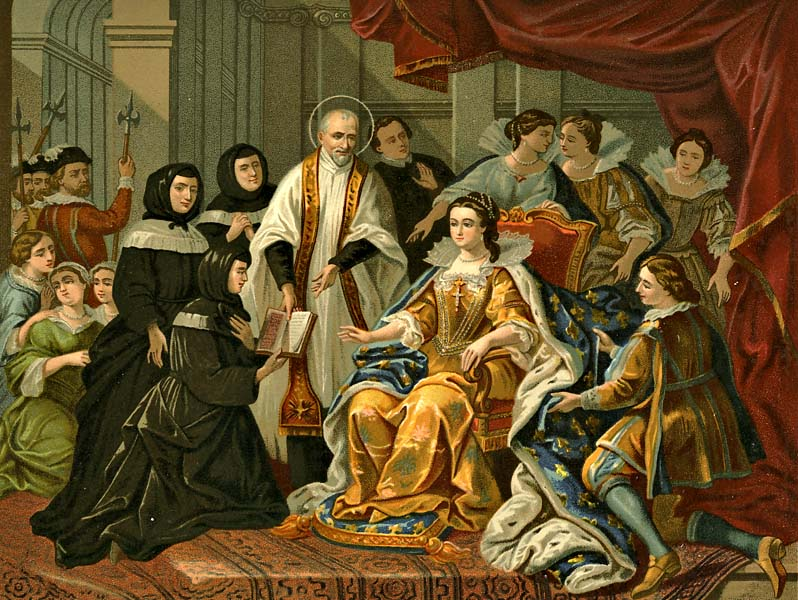
Vincent de Paul présentant Louise de Marillac et les premières Filles de la Charité à la reine Anne d'Autriche.

Vincent de Paul sait mobiliser, au service des pauvres, non seulement la reine Anne d'Autriche, veuve de Louis XIII et régente pour son fils, Louis XIV, de 1643 à 1651 les princesses du sang comme Charlotte-Marguerite de Montmorency, princesse de Condé, mère de Louis II de Bourbon-Condé, vainqueur de la bataille de Rocroi, qui sera un appui financier de Louise de Marillac ou Louise-Marie de Gonzague, très mondaine, très assidue à visiter les malades de l'Hôtel-Dieu, qui, mariée au roi de Pologne, tint absolument à avoir des Sœurs de Charité et des Missionnaires ; mais aussi les dames de la noblesse et de la bourgeoisie françaises, parmi lesquelles :
- Madame de Gondi, épouse du général des galères de France ;
- La Présidente Goussault, veuve du président de la Cour des Comptes et première présidente des Dames de Charité ;
- Marie de Maupeou, guérisseuse, mère du surintendant Nicolas Fouquet ;
- Mademoiselle de Fay, qui avait une jambe hydropique ;
- La duchesse d'Aiguillon, nièce du Cardinal de Richelieu ;
- Madame de Miramion, qui fonda une Maison d'Enfants Trouvés et un Refuge pour filles perdues ;
- Madame de Polaillon, qui ouvrit un foyer pour jeunes filles en danger moral ;
- Madame de Lamoignon, épouse du premier président du Parlement de Paris, qui recevait les pauvres dans son hôtel particulier ;

Louis XIII veut être assisté par lui dans ses derniers moments, pour se confesser et mourir dans ses bras le 14 mai 1643.
Il est ensuite nommé au Conseil de conscience (organe traitant des affaires ecclésiastiques) dès le 18 mai 1643 par la régente Anne d'Autriche, dont il est également le confesseur. Régente, Anne d'Autriche préside le Conseil de conscience, le cardinal de Mazarin, en tant que principal ministre, le dirige et Vincent de Paul en est le rapporteur.
En 1647, Vincent de Paul, alors membre du Conseil de conscience fait pression pour interdire la première traduction en français du Coran. Publiée sous le titre L'Alcoran de Mahomet, cette traduction d'André Du Ryer se propage en dépit de l'interdiction de l'ouvrage. Durant ses années au Conseil de conscience (1643-1652), il participe également à la mise en place d'une politique anti-janséniste, afin de limiter l'essor d'un premier jansénisme naissant. Il est écarté du Conseil de conscience par Mazarin en 1652.
Il fonde également un hospice pour les personnes âgées, qui devient l'hôpital de la Salpêtrière en 1657Interprétation abusive ?.

### Décès
Mort en odeur de sainteté le 27 septembre 1660 , il est inhumé dans l'église Saint-Lazare, qui fait partie de la maison Saint-Lazare du faubourg Saint-Denis, le 28 septembre 1660, dans un caveau creusé au milieu du chœur de la chapelle.
Son corps repose aujourd'hui dans la chapelle Saint-Vincent-de-Paul, située au 95, rue de Sèvres dans le 6e arrondissement de Paris. Il s'agit du siège actuel des prêtres lazaristes de la Congrégation de la Mission. Les Lazaristes y ont été relogés en 1817, après les ravages et les destructions de la Révolution.

## Écrits

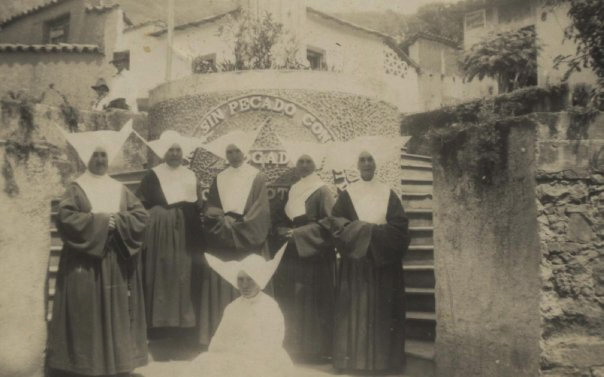
Communauté des Filles de la charité de Saint-Vincent-de-Paul, dans l'hôpital fondé par ladite communauté. Gramalote, au Norte de Santander. Colombie.

Figure majeure du renouveau spirituel du XVIIe siècle français, saint Vincent de Paul, fondateur, avec Louise de Marillac, des Filles de la Charité,  et de la société des Prêtres de la Mission (lazaristes), a écrit des ouvrages ou des sermons à leur destination ainsi qu'une correspondance très importante.
Aujourd'hui, la totalité des originaux de la correspondance qui ont pu être repérés avec exactitude — quelque 347 lettres — sont conservés en cinq lieux : à la Maison mère (« Dossier de La Mission »), à la Maison des Filles de la Charité, aux maisons lazaristes de Turin et de Cracovie, enfin auprès de la famille Hains.
Saint Vincent de Paul, un prêtre français du XVIIe siècle, est connu pour ses nombreux écrits spirituels et ses lettres. Ses œuvres principales incluent des lettres et conférences spirituelles où il partage ses réflexions sur la charité et le service des pauvres.
Extrait de Lettres

« Nous ne devons baser notre attitude envers les pauvres ni sur ce qui apparaît extérieurement, ni sur leurs qualités intérieures. Nous devons les voir à travers les lumières de la foi. Le Fils de Dieu a voulu être pauvre et être représenté par ces pauvres. Il n’avait presque pas la figure d’un homme, durant sa passion, et il passait pour fou dans l’esprit des gentils, et pour pierre de scandale dans celui des Juifs; et avec tout cela il se qualifie l’évangéliste des pauvres: « Il m’a envoyé porter la Bonne Nouvelle aux pauvres » (Lc 4,18). Nous devons faire nôtres ces sentiments et faire ce que Jésus a fait : soigner les pauvres, servir les pauvres, les consoler, les secourir, les aider. »

— Cf. lett, 2546, etc…; Correspondance, entretiens, documents, Paris 1922- 1925.

## La canonisation

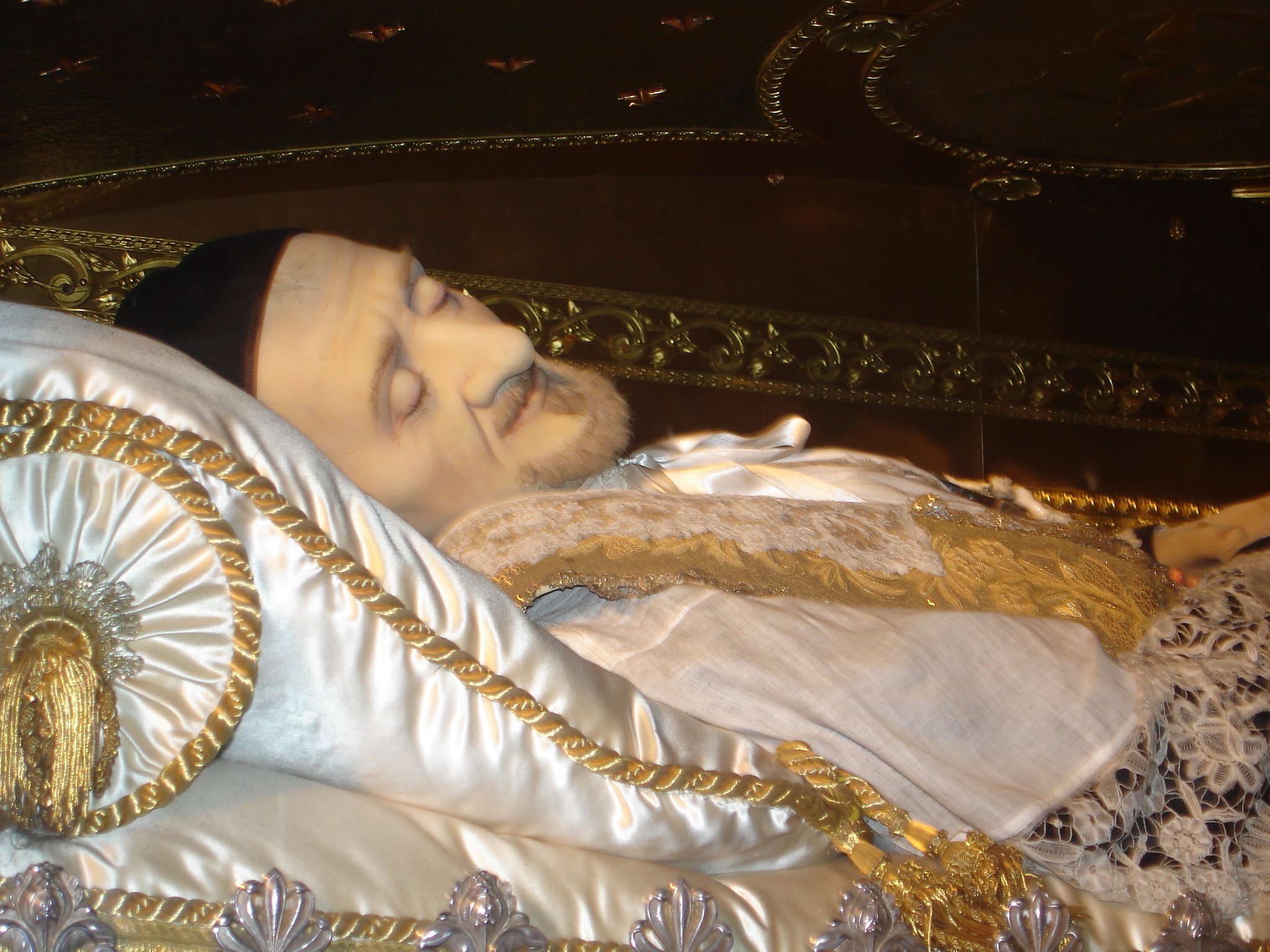
La châsse de saint Vincent de Paul dans la chapelle à Paris.

Vincent est béatifié par Benoît XIII le 13 août 1729 et canonisé par Clément XII le 16 juin 1737. La béatification et la canonisation de Vincent de Paul ont toutefois connu des difficultés d'ordre politique. En effet, le Parlement de Paris s'est opposé à la bulle de canonisation émise par le pape Clément XII.
Le Parlement de Paris était alors animé par des raisons politiques d'ordre gallicane, voyant en cette bulle de canonisation un moyen pour le pape d'intervenir dans les affaires du royaume.
Actuellement son corps est exposé dans la chapelle des Lazaristes, 95, rue de Sèvres, à Paris VIe, où ses reliques sont disposées dans une châsse en argent ciselé en 1830 (à l'exception de son cœur conservé dans un reliquaire dans la chapelle de la maison mère des Filles de la Charité et d'une relique de son avant-bras, conservée à Clichy).
En 1885, le pape Léon XIII l'institue « patron de toutes les œuvres charitables ».

## Lieux et monuments mémoriels

### Monuments relatifs à saint Vincent de Paul

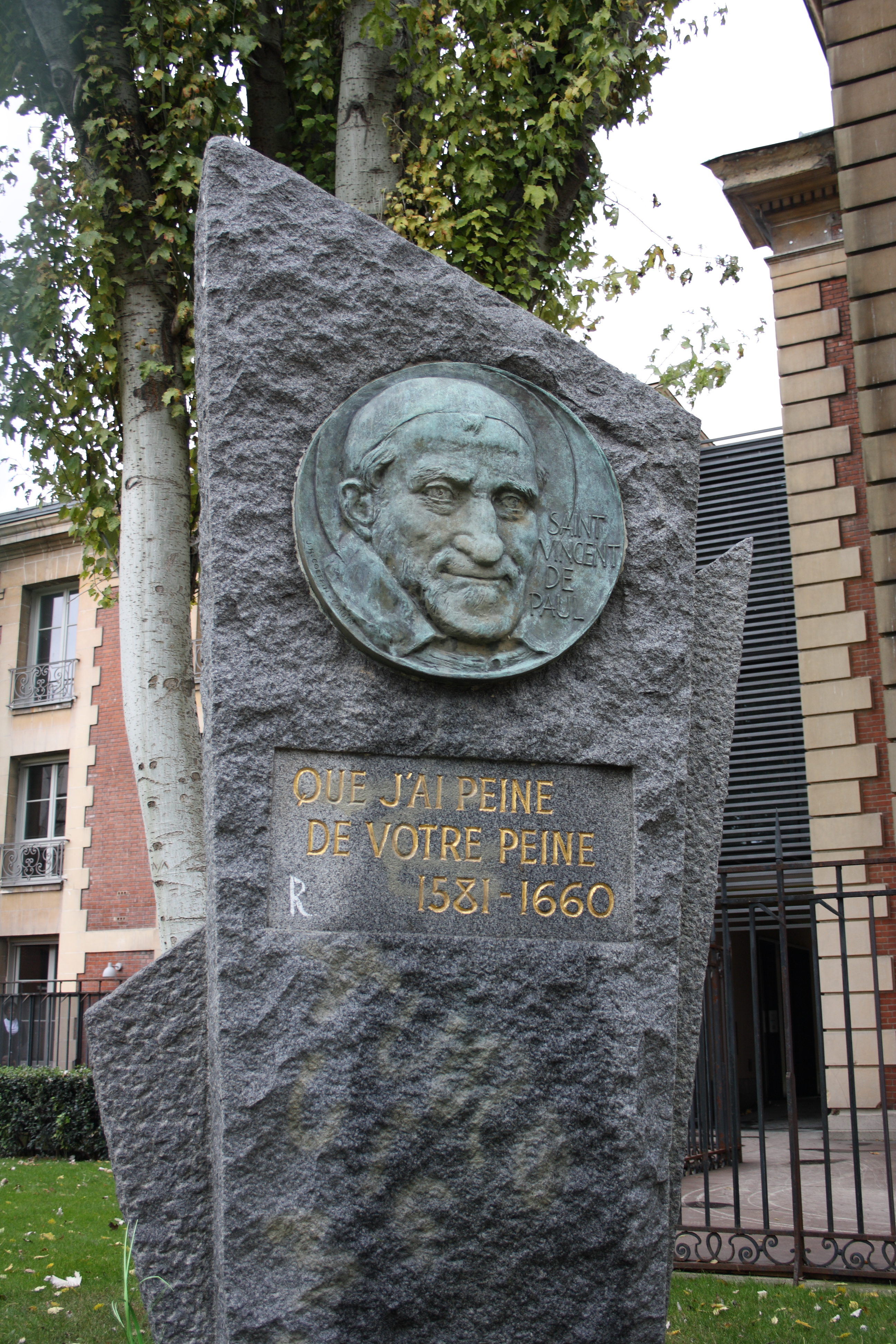
Stèle commémorative de saint Vincent de Paul devant la chapelle de l'ancienne prison Saint-Lazare à Paris, réalisée par Josette Hébert-Coeffin.
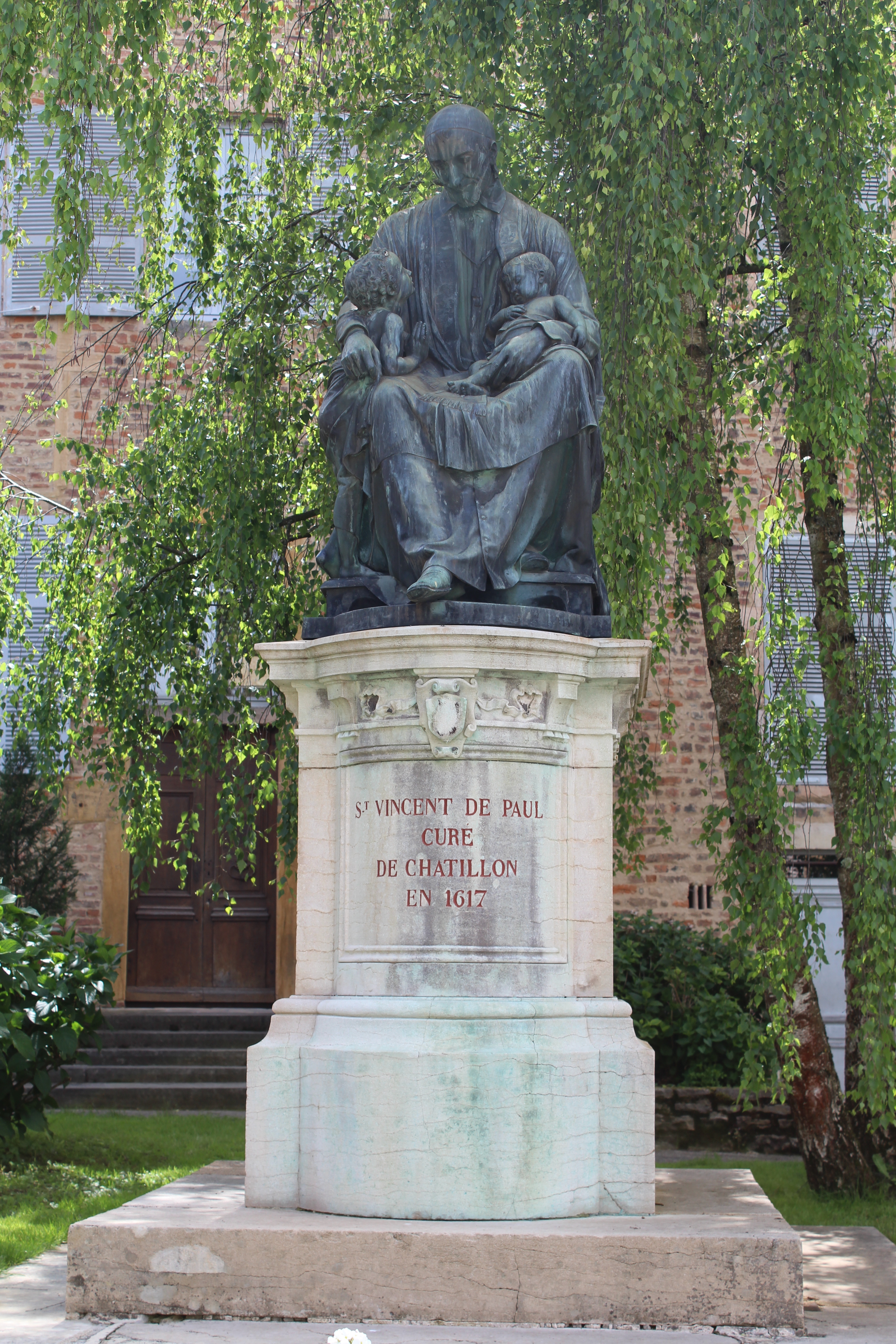
Statue de saint Vincent de Paul à Châtillon-sur-Chalaronne.
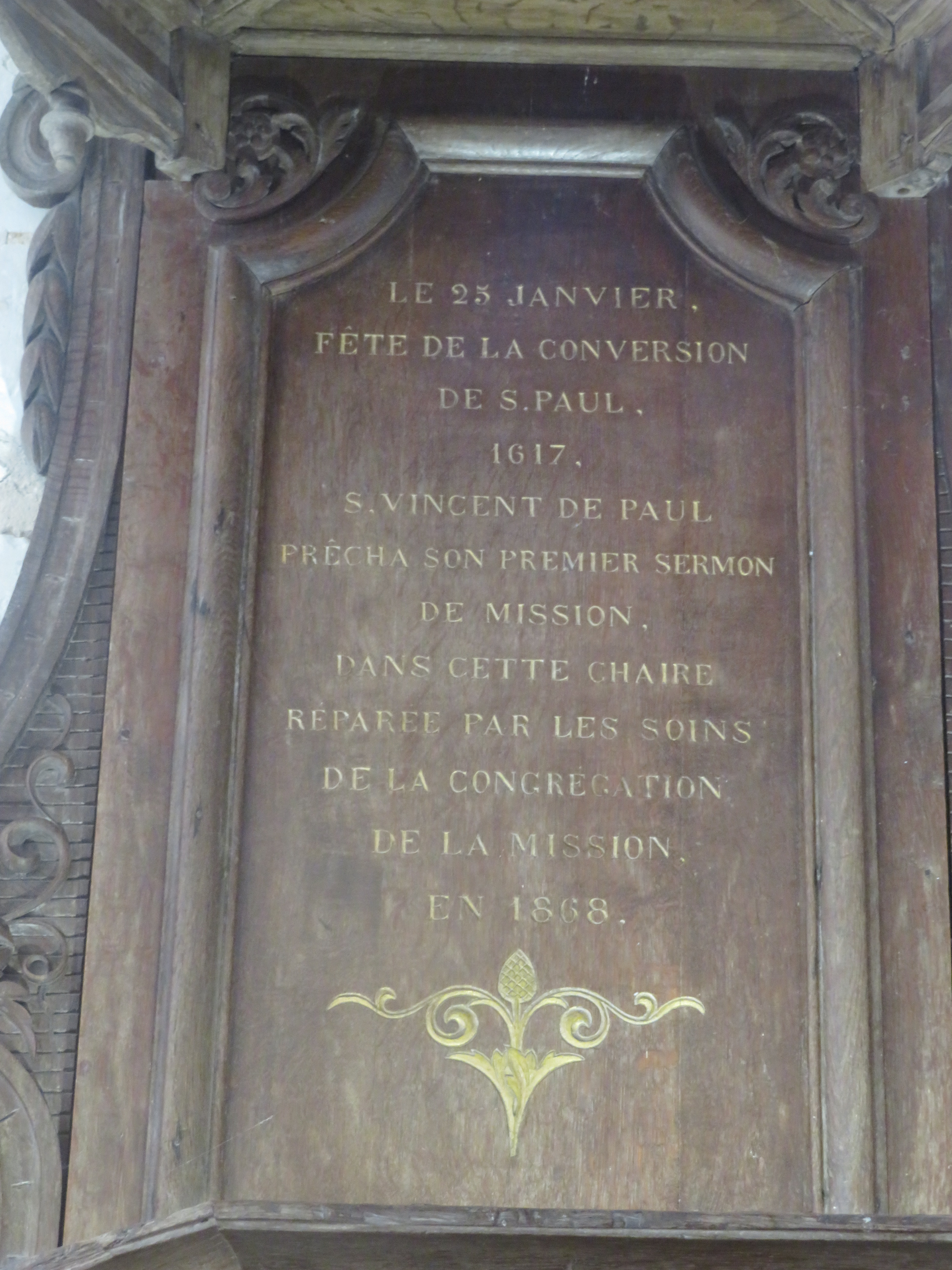
Église Saint-Jacques-le-Majeur-et-Saint-Jean-Baptiste de Folleville : inscription sur la chaire où Vincent de Paul prononça son « Premier sermon de la Mission », le 25 janvier 1617.

### Lieux de culte en France
Église Saint-Vincent-de-Paul 

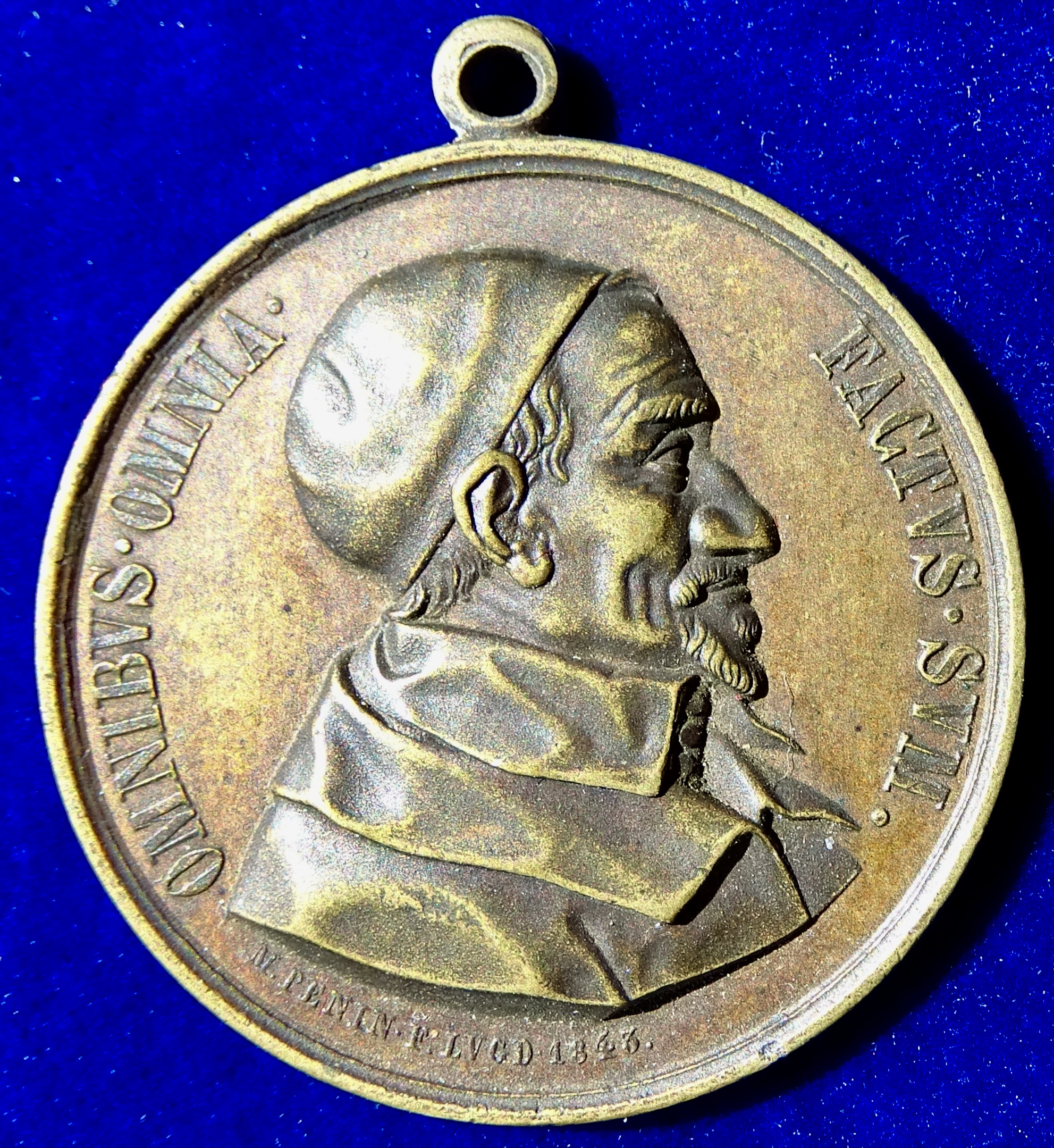
Lyons, France, médaille Saint Vincent de Paul du graveur Marius Penin, avers

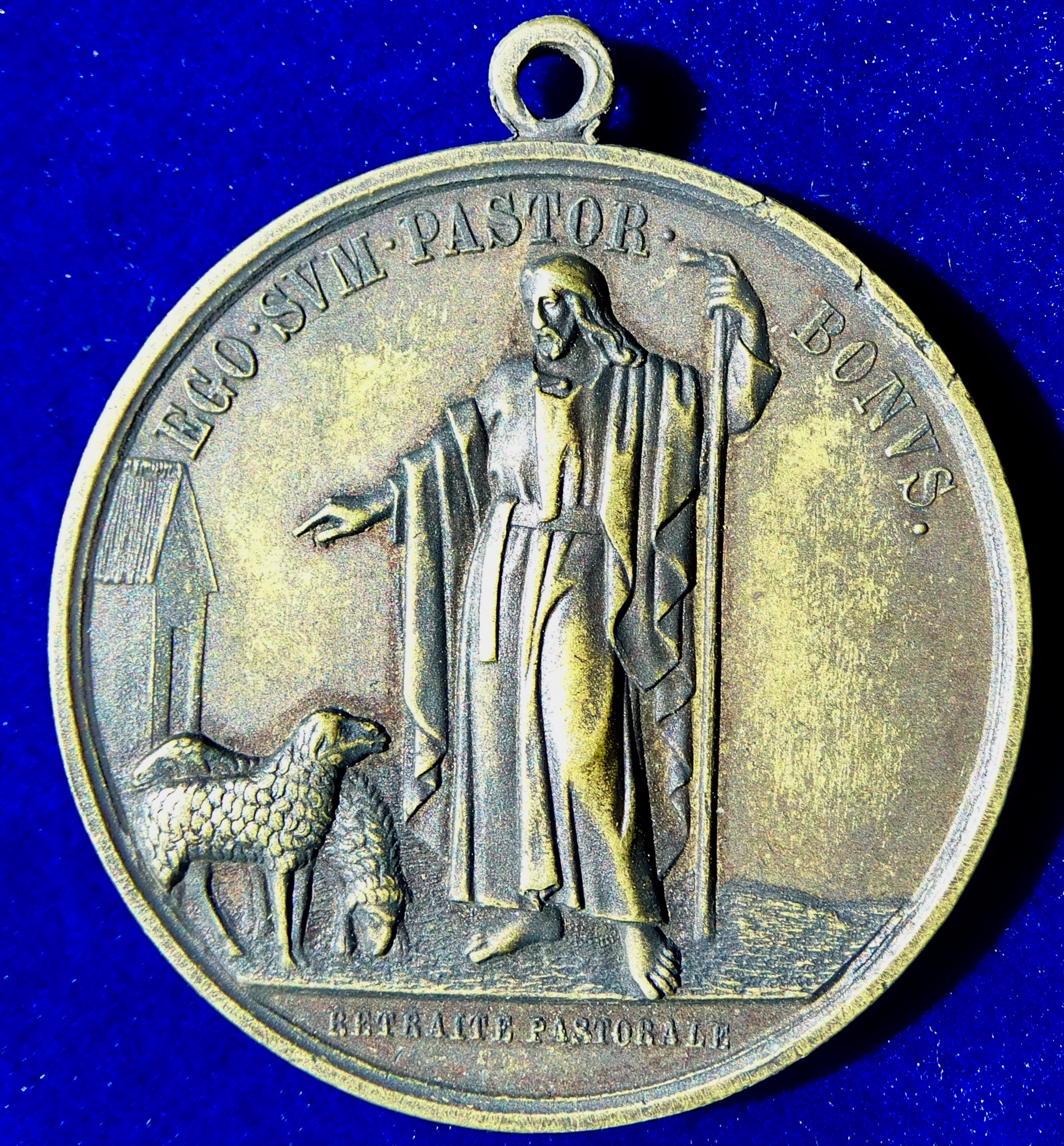
Revers de la médaille: Le Bon Pasteur

- à Chavagnes-en-Paillers (Vendée), Chapelle Saint-Vincent-de-Paul ;
- à Clermont-Ferrand, Chapelle de l'ancien hôpital général dédiée à saint Vincent de Paul ;
- à Clichy : Église Saint-Vincent-de-Paul ;
- à Colmar, Église Saint-Vincent-de-Paul[45]
- à Dompierre-sur-Mer (Charente-Maritime) : Église Saint-Vincent-de-Paul.

### Établissements hospitaliers
- à Bourgoin-Jallieu, Clinique Saint-Vincent-de-Paul[46] et Collège-lycée Saint-Vincent-de-Paul
- à Dourdan : ancien hospice Saint-Vincent-de-Paul
- à Lille, Hôpital Saint-Vincent-de-Paul[47]
- à Lyon, Clinique Saint Vincent de Paul[48]
- à Paris : hôpital Saint-Vincent-de-Paul (ancien hôpital de l'AP-HP fermé depuis la fin de l'année 2011, en grande partie désaffecté, puis progressivement réutilisé en centre d'hébergement[49])
- à Strasbourg, Groupe Hospitalier Saint Vincent[50]

### Etablissements scolaires
- à Arles, école primaire Saint-Vincent-de-Paul ;
- à Avignon, lycée professionnel privé Vincent-de-Paul et lycée catholique privé Saint-Vincent-de-Paul ;
- à Beauvais, lycée privé Saint-Vincent-de-Paul ;
- à Châtillon-sur-Seine (Côte-d'Or) : groupe scolaire Saint-Vincent-Saint-Bernard ;
- à Collonges-sous-Salève, Haute-Savoie (74), lycée professionnel privé Saint-Vincent-de-Paul[51] ;
- à Loos (Nord), institut Saint-Vincent-De-Paul ;
- à Lunel, école et collège Saint-Vincent-de-Paul ;
- à Nice, lycée privé Saint-Vincent-de-Paul[52] ;
- à Nîmes, lycée privé Saint-Vincent-de-Paul ;
- à Paris :
  - groupe scolaire catholique privé Saint-Vincent-de-Paul, Paris 13e,
  - groupe scolaire scolaire privé Rocroy Saint-Vincent de Paul, Paris 10e ;
- à Rennes et au Havre, lycées privés Saint-Vincent-de-Paul ;
- à Saint-Denis : groupe scolaire privé Saint-Vincent-de-Paul, dont saint Vincent de Paul est le saint patron[53]
- à Sin-le-Noble (Nord), école maternelle et primaire Saint-Vincent-de-Paul .
- à Villebon-sur-Yvette (Essonne) : collège et lycée-internat de l'Île-de-France, dont saint Vincent de Paul est le saint patron[54]

### Œuvres d'art
- à Amiens, dans l'église Sainte-Anne, le peintre Charles Crauk réalisa pour la chapelle Saint-Vincent-de-Paul :
  - Apothéose de saint Vincent (1878),
  - Saint Vincent de Paul remet des orphelins à des sœurs de la Charité (1879),
  - Saint Vincent de Paul esclave en Afrique chante le Salve Regina (1879),
  - Saint François de Sales présentant saint Vincent de Paul aux religieuses de l'ordre qu'il a fondé et l'établissant supérieur en présence de Marie de Médicis qui assiste à cette cérémonie (1882).
  - dans la cathédrale Notre-Dame : statue de saint Vincent de Paul ;
- à Auch, Cathédrale Sainte-Marie
- à Folleville (Somme), tableaux de l'Église Saint-Jacques-le-Majeur-et-Saint-Jean-Baptiste :
  - Saint Vincent de Paul au chevet de Louis XIII ;
  - Saint Vincent de Paul recevant les derniers sacrements, tous deux copies du XIXe siècle de tableaux réalisés par Jean-François de Troy en 1732 (tableaux aujourd'hui disparus) ;
  - Saint Vincent de Paul prêchant aux galériens, copie du XIXe siècle du tableau disparu de Jean Restout (1732), d'après l'estampe de Bonnart et Antoine Hérisset (1737). Ces trois tableaux sont  Classé MH (2010)[55] ;
  - Saint Vincent de Paul, assis « en gloire », retable de la  Chapelle Saint-Jean-Baptiste
- à Limoux, statue de saint Vincent de Paul ;
- à Paris :
  - le musée de l'Assistance Publique possède le portrait et la chasuble de saint Vincent de Paul [56] ;
  - église Saint-Séverin : vitraux retraçant des épisodes de la vie de Vincent de Paul ;
  - Église Saint-Paul-Saint-Louis, groupe sculpté de Josef-Ignaz Raffl intitulé, Saint Vincent de Paul recueillant des enfants ;
- à Saulieu (Côte-d'Or), Basilique Saint-Andoche : Statue de saint Vincent de Paul au pied de l'autel latéral droit et tableau le représentant catéchisant des enfants ;
- à Thionville, statue de saint Vincent de Paul (près de l'ancien hôpital).

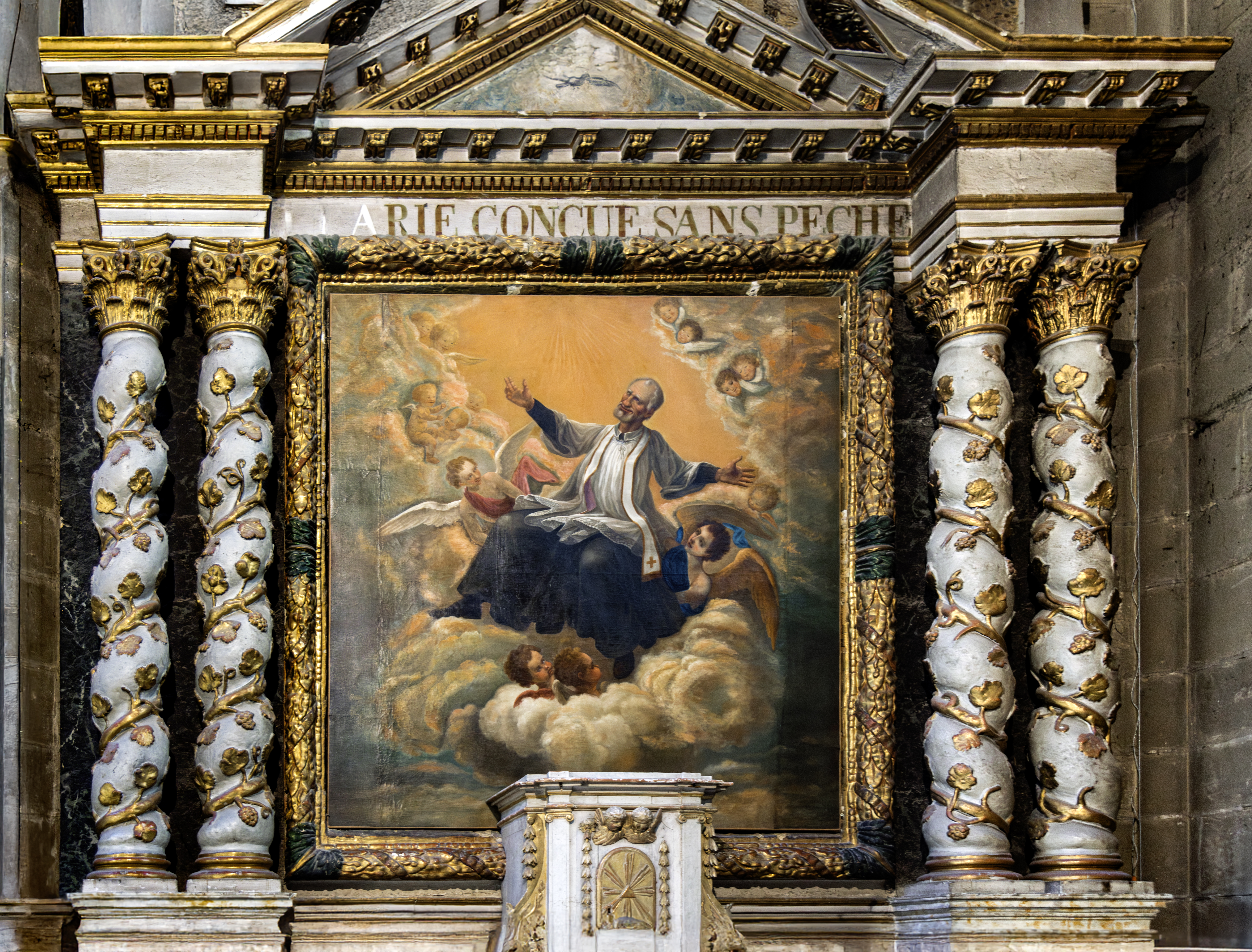
Cathédrale Sainte-Marie d'Auch - Saint Vincent de Paul, assis « en gloire »
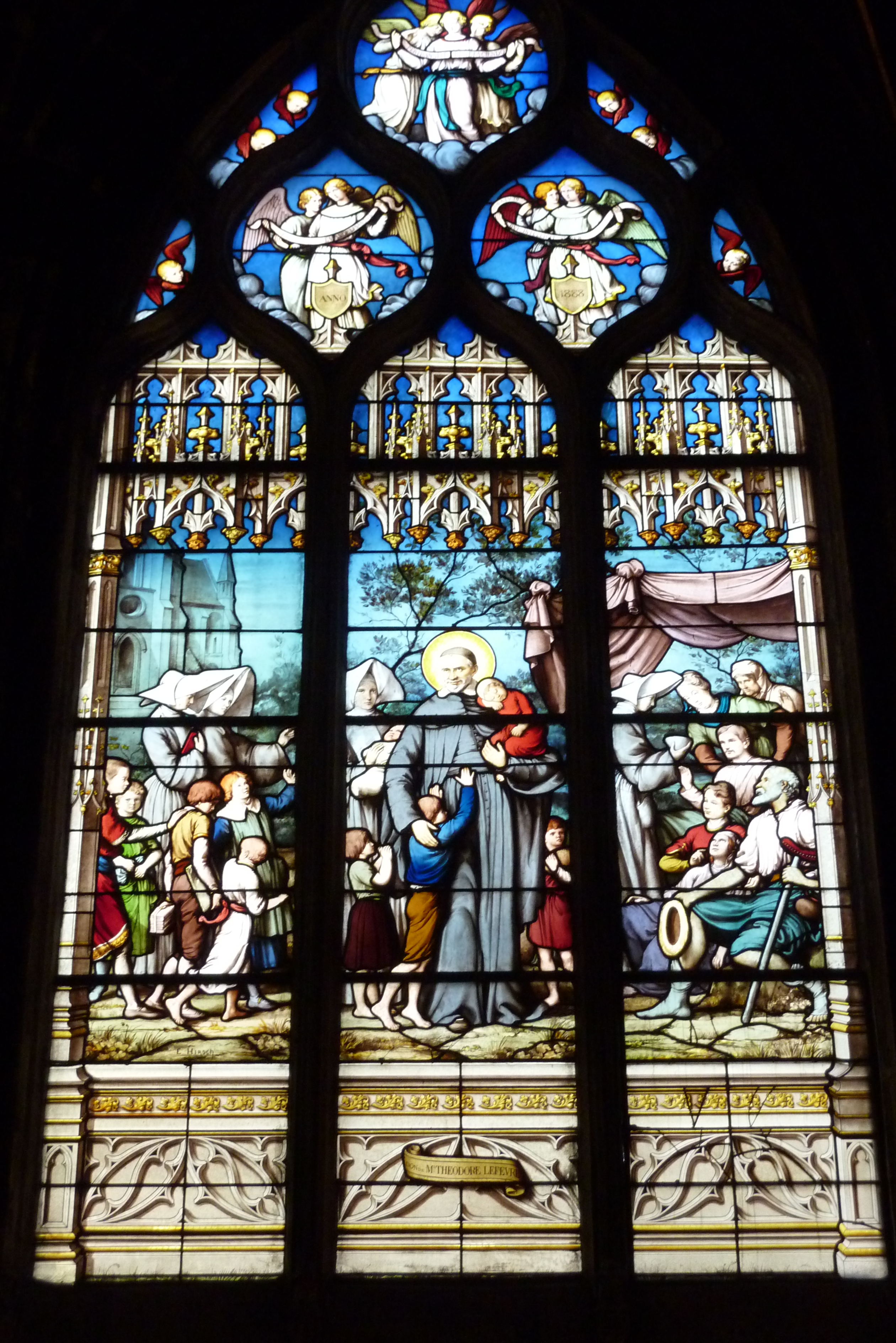
Paris, église Saint-Séverin, Saint Vincent s'occupant des enfants.
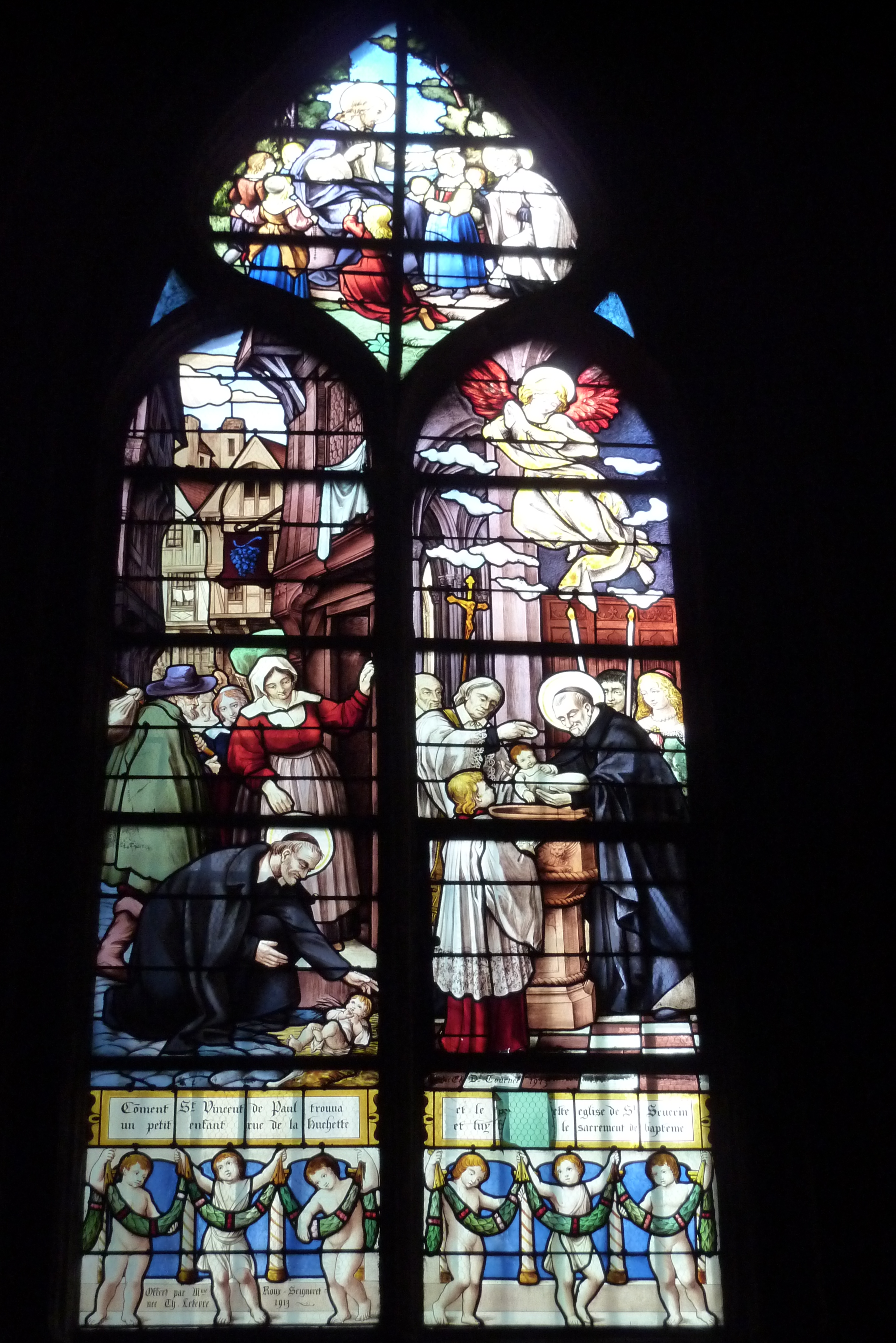
Paris, église Saint-Séverin, saint Vincent recueillant son premier bébé abandonné rue de la Huchette, sur le seuil de l'église Saint-Séverin.
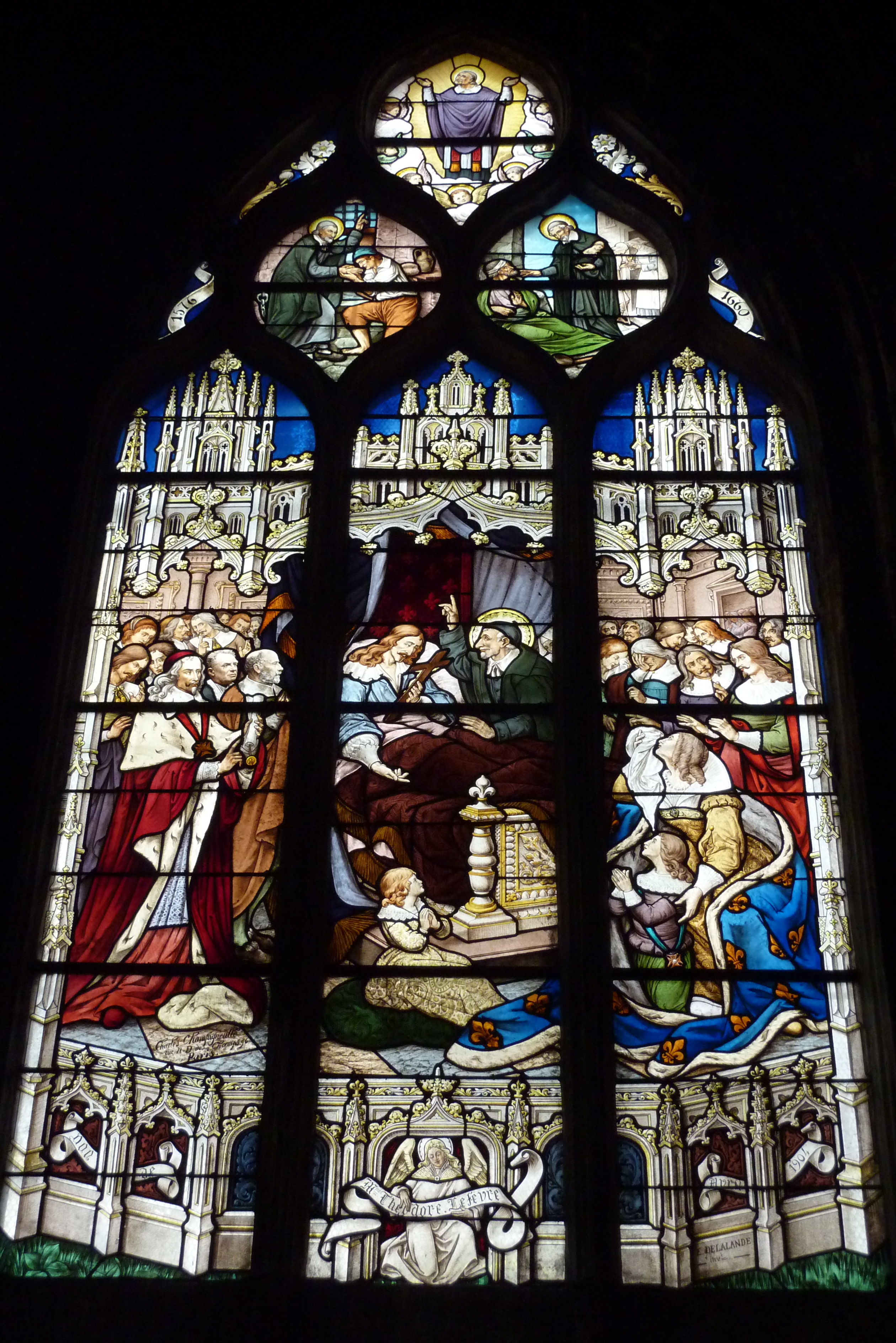
Paris, église Saint-Séverin, saint Vincent au chevet du roi agonisant.

### Autres
- à Châtillon-sur-Chalaronne (Ain) : Maison de Saint-Vincent-de-Paul ;
- à Villepreux (Yvelines),  Maison-Saint-Vincent monument historique[57] (lieu culturel) ;
- à Nantes, vedette à passagers le « St Vincent de Paul » armée par la compagnie maritime Finist'mer[58].

## En Belgique
- Institut Saint-Vincent-de-Paul : école primaire à Uccle[59]
- L’ Institut Saint-Vincent de Paul (Lycée) à Forest appartient au réseau libre catholique de l’enseignement[60]

## Aux États-Unis
- Université DePaul à Chicago
- College of Mount Saint Vincent de New York
- Église Saint-Vincent-de-Paul de New York, seule paroisse nationale française des États-Unis[61].

## En Tunisie
- à Tunis
  - Cathédrale Saint-Vincent-de-Paul

## Au Brésil
- à Rio de Janeiro
  - Colégio São Vicente de Paulo (pt)
  - Hospital São Vicente de Paulo - HSVP est l’une des institutions du réseau Thérèse Verzeri. Il a été inauguré le 18 octobre 1936.

## Au Burkina Faso
- à Bobo-Dioulasso
- à Koko (Bondokuy) : paroisse saint Vincent de Paul[62].

## Au Liban
- Beyrouth, Quartier Achrafieh : école Saint-Vincent-de-Paul
  - Dahr El Souane ː hôpital Bhannes géré par les Filles de la charité de saint Vincent de Paul
  - Bhorsaf : Couvent St Vincent de Paul
  - Bourj Hammoud ː École Saint Vincent de Paul[63]

## À l’île Maurice
- à Port Louis, Quartier